# Kind Lady
Kind Lady è un film del 1951 diretto da John Sturges, con Ethel Barrymore, Maurice Evans e Angela Lansbury.
La pellicola non è mai stata distribuita in Italia.